# Газопереробний завод Абкайк
Газопереробний завод Абкайк – складова комплексу стабілізації нафти, який діє на сході Саудівської Аравії.
В Абкайку діє найбільший в світі – здатний приймати до 7 млн барелів на добу – комплекс підготовки нафти, який приймає рідку фракцію з установок сепарації нафти та газу (GOSP, gas oil separation plant) родовищ Гавар (так само найбільше в світі), Абкайк та Шайбах. Зазначена фракція все ще містить певні обсяги розчинених газів, а також сірководню, які необхідно вилучити для приведення її до товарних кондицій. 
Починаючи з  1962-го в Абкайку почали діяти газопереробні потужності, які працювали із газовою фракцією, отриманою зі стабілізаційних колон, а також попутним газом з ряду установок сепарації нафти та газу. Отриману унаслідок переробки фракцію С3+ відправляли до Рас-Танури для подальшої підготовки та експорту. Крім того, доволі швидко на майданчику розпочалось вилучення етану, так, відомо, що в 1966-му до Абкайку доправили колону деетанайзера, а в 1972-му запустили ще одну. Частина легких газів використовувалась як паливо, зокрема, шляхом поставки через запущений у 1974-му газопровід Абкайк – Даммам, втім, основні обсяги призначались для підтримки пластового тиску та закачувались назад у пласти Абкайку та Айн-Дару (північний сектор Гавару).
Наприкінці 1970-х в Саудівській Аравії почалась реалізація мега-проекту Master Gas System, який мав за мету широкомасштабне використання газу як палива. При цьому механізм підтримки пластового тиску на Гаварі та Абкайку змінили на закачування морської води (в обсягах біля 4 млн барелів на добу), що дозволило вивільнити попутний газ для подальшої монетизації. Також ввели в дію кілька газопереробних заводів, зокрема ГПЗ Шедгам, на який, зокрема, спрямували газову фракцію з більшості установок сепарації родовища Абкайк по трубопроводу Абкайк – Шедгам. Газопереробна складова комплексу у Абкайку продовжила роботу, при цьому:
- сірководень утилізують із випуском сірки в обсягах до 100 тисяч тон на рік;
- певні обсяги конденсату можуть спрямовуватись до Рас-Танури через систему Гарад – Рас-Танура, яка спеціалізується на перекачуванні конденсату походженням з формації Хуфф;
- фракцію С3+ відправляють до Рас-Танури по трубопроводам QA-10/QRT-10;
- етан передусім потрібен нафтохімічній промисловості самої Саудівської Аравії, де починаючи з 1984 року запустили кілька установок парового крекінгу, що розраховані на споживання цієї сировини (можливо відзначити, що повз Абкайк проходить створений в межах програми Master Gas System трубопровід для зріджених вуглеводневих газів Утманія – Джуайма);
- метанова фракція окрім зазначеного вище трубопроводу Абкайк – Даммам може видаватись споживачам через газотранспортний коридор Утманія – Беррі.
Також можливо відзначити, що певні обсяги газу, який ще потребує очищення від сірководню, спрямовуються до газопереробного заводу Беррі по трубопроводу Абкайк – Беррі.   
Можливо також відзначити, що з 2017-го енергетичні потреби комплексу в Абкайку обслуговує власна ТЕЦ Абкайк. 